# Владатели на алеманите
Списък на известните владатели на германското племе алемани (alemannen, alamannen) в Алемания или (Аламания), (Alemannia, Alamannia).

## Крале и вождове на алеманите
- Хрок (fl. 260–306)
- Медерих († сл. 357)
- Кнодомар (fl. 350-357)
- Вестралп (fl. 357-359)
- Ур (fl. 359)
- Агенарих (fl. 357),
- Суомар (fl. 357-358)
- Хортар († 364)
- Гундомад († 357)
- Урсицин (fl. 4 век)
- Макриан (fl. 4 век)
- Рандо (fl.4 век)
- Хариобавд (fl. 4 век)
- Вадомар (360-361)
- Витикаб (360-368)
- Приарий († 378)
- Гибулд (fl. 470)

## Херцози на алеманите
- Бутилин († 554)
- Леутари I (536-554)
- Хаминг († 554)
- Лантахар (до 548)
- Магнахар (555-565)
- Ваефар (565-573)
- Теодефрид (от 573)
- Леутфред I (570-587)
- Унцилин (587-607)
- Гунзо (fl. 635)
- Хродоберт (fl. 631/632)
- Леутари II (fl. ок. 643)
- Готфрид († 709)
- Вилехари († сл. 712)
- Лантфрид (709-730)
- Теудебалд (709-744)

## Битки между алемани и римляни
- 259 – Битка при Медиоланум
- 260 – Битка при Августа Винделикорум (Аугсбург)
- 268 – Битка при Лакус Бенакус (езерото Гарда)
- 271 – Битка при Плаценция
- 271 – Битка при Фано
- 271 – Битка при Павия
- 298 – Битка при Лингонес
- 298 – Битка при Виндониса
- 356 – Битка при Реймс
- 357 – Битка при Страсбург
- 367 – Битка при Солициниум
- 378 – Битка при Аргентовария